# Annabelle Comes Home
Annabelle Comes Home er en amerikansk gyserfilm instrueret af Gary Dauberman fra 2019.

## Medvirkende
- Vera Farmiga som Lorraine Warren
- Mckenna Grace som Judy Warren
- Patrick Wilson som Ed Warren
- Madison Iseman som Mary Ellen
- Katie Sarife som Daniela
- Stephen Blackehart som Thomas
- Steve Coulter som Father Gordon
- Samara Lee som Annabelle Mullins
- Joseph Bishara som Annabelles dæmon